# Hin und weg
Hin und weg (conocida en inglés como Tour de Force) es una road movie alemana del año 2014 dirigida por Christian Zübert.

## Argumento
Un joven hombre alemán padece de ELA y decide realizar un viaje en bicicleta hacia Bélgica con sus amigos para recurrir al suicidio asistido.

## Reparto
- Florian David Fitz: Hannes
- Julia Koschitz: Kiki
- Jürgen Vogel: Michael
- Miriam Stein: Sabine
- Volker Bruch: Finn
- Victoria Mayer: Mareike
- Johannes Allmayer: Dominik
- Hannelore Elsner: Irene
- Daniel Roesner: Tom